# Cementazo
El «Cementazo» o el caso del cemento chino es un escándalo político de  corrupción de Costa Rica revelado a mediados de 2017 donde se cuestiona el préstamo de $31,5 millones por parte del Banco de Costa Rica (BCR, un banco estatal) al empresario constructor Juan Carlos Bolaños y su empresa Sinocem Costa Rica en condiciones irregulares. El caso tomó relevancia tras la divulgación de un audio por parte del medio CRHoy.com de una conversación que involucraba supuestamente al empresario Bolaños y al entonces subgerente del BCR, Guillermo Quesada.
Las investigaciones han destapado un presunto caso de tráfico de influencias y se cuestiona la relación del empresario con miembros de los tres Supremos Poderes, incluyendo diputados, la Corte Suprema de Justicia y la Casa Presidencial, así como miembros de diferentes partidos políticos como Acción Ciudadana, Liberación Nacional, y Unidad Social Cristiana.
El BCR prestó al empresario Bolaños $31,5 millones en noviembre de 2015 para la importación y nacionalización del cemento chino. De previo, se cambiaron reglamentos en el BCR y en el Ministerio de Economía en momentos que favorecieron a Bolaños. De acuerdo a la Superintendencia de Entidades Financieras, se desconoce qué ha hecho el empresario con $12,3 millones que no utilizó, mientras que mantuvo otros $12,3 millones en sus cuentas por seis meses antes de devolverlos al BCR. En total, la banca estatal de Costa Rica le ha prestado a Bolaños $45,5 millones.
El caso ha provocado consecuencias. El 18 de octubre de 2017, la Corte Suprema suspendió por tres meses al magistrado de la Sala III, Celso Gamboa, para investigar sus relaciones con el empresario Bolaños. Estos vínculos incluyen un viaje en que ambos coincidieron de ida y vuelta a Panamá y cuyos tiquetes fueron comprados con la misma tarjeta. Pocos días antes, el 13 de octubre, el mismo órgano suspendió al fiscal general, Jorge Chavarría, por tres meses para investigar el aparente ocultamiento de pruebas en el proceso. El cargo de fiscal general a.i. lo ocupa Emilia Navas, quien fue nombrada fiscal subrogante (subjefa) tras la renuncia de Berenice Smith.
Por su parte, el Consejo de Gobierno, liderado por el presidente Luis Guillermo Solís, suspendió a la Junta Directiva del BCR el 3 de octubre después de que esta se negara a renunciar como les había solicitado. El gerente general del banco y defensor del crédito, Mario Barrenechea, fue suspendido por la Junta Directiva en julio y hasta el 26 de octubre para investigar el caso a lo interno del banco. Además, el diputado Víctor Morales Zapata renunció el 5 de septiembre de 2017 al Partido Acción Ciudadana (PAC, oficialista) por su nexo con Bolaños, tras la solicitud del presidente Solís y su partido. El 29 de mayo de 2018 la Procuraduría de la Ética de Costa Rica desestimó la denuncia contra Solís por su participación en el escándalo.
Una comisión especial de la Asamblea Legislativa ha llamado a comparecer al empresario Bolaños, a directivos del BCR e incluso al presidente de la República, Luis Guillermo Solís.
El empresario Bolaños se ha defendido afirmando que la intención desde un principio fue romper el duopolio del cemento gozado por las empresas Holcim y Cemex, importando cemento de China a mejor precio y mayor calidad. Bolaños acusó al medio CRHoy de estar vinculado a Holcim y Cemex y de fraguar el escándalo como un sabotaje en su contra.

## Apertura del mercado de cemento
En Costa Rica, existen dos empresas que concentran el mercado del cemento, Holcim (empresa suiza) y Cemex (mexicana). Sus prácticas han sido catalogadas como duopólicas por el Gobierno de Luis Guillermo Solís y diputados, aunque ellas lo niegan. Sin embargo, en 2015 el empresario de la construcción, Juan Carlos Bolaños, hizo una primera importación de 7000 toneladas de cemento de China pues el precio en Costa Rica estaba pactado por las dos empresas, según él afirmó. Bolaños ha ganado licitaciones de obra pública desde 2003, y en este caso importó el cemento a través de su compañía Sinocem Costa Rica para una de estas construcciones en Nosara, Guanacaste.
Esta importación de China se vio facilitada por los cambios a reglamentos del Ministerio de Economía, Industria y Comercio (MEIC) que ponían barreras comerciales a la importación del material como una medida, según alega el gobierno, para «impulsar el crecimiento económico y reducir el desempleo». Entre las limitaciones estaban:
- Plazo de 45 días entre el empaquetado y la comercialización del cemento.
- Los sacos de cemento tenían que ser exclusivamente de 50 kg.
- El cemento a granel debía comercializarse el mismo día que se producía.[18]

Ambas compañías opusieron resistencia a los cambios de reglamento que permitieron la importación de cemento de China y denunciaron los cargamentos de Sinocem Costa Rica en 2015 cuando comenzaron las importaciones. Los cambios reglamentarios permitieron que el empresario Bolaños pudiera importar hasta 7.000 toneladas de cemento chino. Los críticos señalan la coincidencia de fechas de los cambios de reglamentos con las reuniones que Bolaños tuvo en Casa Presidencial (hasta siete, según señaló el presidente Solís). Así, el 9 de marzo de 2015, Bolaños desembarcó las primeras 7.000 toneladas de cemento de China hacia Costa Rica, 61 días antes de que en el país se eliminara la restricción los 45 días.
En 2015, el MEIC concluyó que Holcim, Cemex ni Sinocem cumplían con los reglamentos sobre calidad del cemento. Este fue el primer estudio de este tipo desde que se creó la reglamentación técnica en 1990. Sin embargo, en 2015 el MEIC había afirmado que la calidad del cemento chino era superior al producido en Costa Rica.

## Los préstamos
El BCR había propuesto a la Casa Presidencial financiar la importación del cemento desde China para incentivar la economía. Este banco había prestado al empresario Bolaños $31,5 millones en noviembre de 2015: $20 millones para importación, $10 millones para nacionalización del cemento y $1,5 millones como capital de trabajo. La Junta Directiva de dicha entidad cambió el reglamento de crédito en septiembre de ese año para permitir que una aseguradora más pequeña cubriera los créditos, lo que permitió que Bolaños recurriera a una aseguradora con un capital incluso menor ($4 millones) que el monto de los créditos. En total, la banca estatal de Costa Rica le ha prestado a Bolaños $45,5 millones que incluyen $5,2 millones de Bancrédito, $5 millones del Banco Popular, $3,1 del Banco Nacional y $450.000 del Banco Internacional de Costa Rica (Bicsa).
Un informe de la Superintendencia General de Entidades Financieras (Sugef) muestra varias irregularidades en los préstamos del BCR a Bolaños. De $38,5 millones que se le giraron, sólo empleó $12,7 millones para comprar cemento (122.000 toneladas) a Sinobuilding Materials Hong Kong Limited, mientras que otros $12,3 se transfirieron desde Hong Kong a sus cuentas personales, donde los conservó por seis meses antes de devolverlos al banco. Asimismo, hay $12,7 millones de los que la Sugef, supervisora de los bancos de Costa Rica, desconoce su paradero.
Dichas irregularidades se desviaban del plan de inversión con el que el BCR aprobó los créditos, por lo que algunos miembros de la Junta Directiva de la entidad se mostraron preocupados en julio de 2017.
El escándalo inició con la divulgación de un audio, por parte del medio CRHoy, donde el empresario Bolaños propone al subgerente del BCR, Guillermo Quesada, decir que rompió el secreto bancario, con lo que Bolaños no tendría que pagar el préstamo y podría incluso demandar al banco. A cambio, Quesada recibiría una comisión. El audio fue grabado el 3 de abril de 2017 en el hangar 5, propiedad del empresario, en el aeropuerto Tobías Bolaños.
La Junta Directiva del BCR conoció el audio el 14 de junio de 2017 y se dividieron entre quienes consideraban el crédito en buenas condiciones y los que estaban preocupados por el posible impago. El gerente general del banco y defensor del crédito, Mario Barrenechea, fue suspendido el 26 de julio por tres meses mientras se investigan «hechos que merecen la máxima atención» de la Junta Directiva. El hijo de Barrenechea mantiene relaciones comerciales con el empresario Bolaños.

## Investigación en la Asamblea Legislativa
La comisión creada para investigar el Cementazo ha llamado a comparecer a varias figuras involucradas en el caso. El 11 de octubre de 2017, la coordinadora de la Fiscalía de Probidad, Transparencia y Anticorrupción confirmó que el magistrado de la Sala III, Celso Gamboa, había acompañado hasta su dependencia al empresario Bolaños para consultar sobre una causa, algo que calificó como inusual para un funcionario de ese rango.
El 3 de octubre, el exdirector de Aduanas, Benito Coghi, indicó que a mediados de 2016 el entonces diputado del PAC, Víctor Morales Zapata, y el viceministro de Hacienda, Fernando Rodríguez, lo felicitaron por sus gestiones legales para facilitar que se desalmacenara las 20.000 toneladas de cemento que el empresario Bolaños importó a Costa Rica.
El 28 de octubre, un expiloto del empresario Bolaños relató a la Comisión que exdiputados, una directiva del BCR y un expresidente viajaron en el helicóptero de Bolaños por solicitud de este. Se trata de los diputados Otto Guevara (Movimiento Libertario) y Johnny Leiva (Partido Unidad Social Cristiana), la directiva del BCR Paola Mora y el expresidente y exprecandidato José María Figueres. Un viaje para el diputado Rolando González (Liberación Nacional) finalmente no se realizó.
El 27 de octubre, un exfiscal de Delitos Económicos explicó a la Comisión que un letrado del magistrado Celso Gamboa (su subalterno) lo había llamado en varias ocasiones para consultar sobre una investigación contra el subgerente del BCR, Guillermo Quesada. Quesada fue quien reveló a mediados de 2017 el audio donde supuestamente el empresario Bolaños le proponía un trato para no tener que pagar sus préstamos con el BCR.
La Comisión Investigadora de Créditos Bancarios, creada en agosto, tiene plazo para presentar su informe final hasta el 25 de octubre de 2017.  El periodo fue ampliado por aprobación de la Asamblea para que el informe fuese rendido el 20 de noviembre de 2017. Además del Cementazo, investiga otros préstamos aparentemente irregulares de bancos estatales. 
Los diputados y diputadas que la componen son: Ronny Monge (presidente), Sandra Piszk y Julio Rojas (los tres del Partido Liberación Nacional), Patricia Mora (secretaria, Frente Amplio), Ottón Solís y Nidia Jiménez  (Acción Ciudadana), William Alvarado (Unidad Socialcristiana), José Alfaro (Movimiento Libertario) y Abelino Esquivel (Renovación Costarricense). La diputada del PLN, Maureen Clarke, renunció a la comisión en septiembre de 2017 luego de que en su partido le pidieran no llamar a interrogatorio a cinco diputados y un magistrado, según dijo.

## Investigaciones en la Corte Suprema

### Fiscal general Jorge Chavarría
La Corte Suprema de Justicia pidió el 18 de septiembre una investigación sobre el trabajo del fiscal general, Jorge Chavarría, en torno al Cementazo y el caso de la minería en Crucitas. El mismo órgano suspendió al funcionario el 13 de octubre por tres meses, después de que la prensa revelara que la Fiscalía había ignorado una prueba del Organismo de Investigación Judicial (OIJ). Se trata de un informe que evidencia más de 1000 llamadas entre los diputados Otto Guevara (Movimiento Libertario) y Víctor Morales Zapata (ex PAC), el exdiputado Walter Céspedes (PUSC) y el empresario Juan Carlos Bolaños. En su lugar, el puesto de fiscal general lo ejerce Emilia Navas Aparicio.
La ausencia de dicha prueba habría provocado que la Sala III (de casación penal) desestimara en febrero de 2017 una causa por presunto tráfico de influencias contra los diputados Guevara y Morales Zapata y el exdiputado Céspedes para supuestamente cambiar los reglamentos que impedían la importación de cemento de China, gestiones que beneficiaban a Juan Carlos Bolaños. Sin embargo, el 4 de octubre la Sala reabrió las pesquisas contra los tres acusados.
La fiscal general subrogante (segunda en jerarquía en el Ministerio Público), Berenice Smith, renunció el 11 de octubre de 2017 a su cargo por haber solicitado la desestimación del caso contra los diputados a la Sala III.

### Magistrado Celso Gamboa
Por otra parte, la Corte Suprema suspendió al magistrado de la Sala III, Celso Gamboa, para investigar sus relaciones con el empresario Bolaños. Las relaciones incluyen un viaje de 37 horas en que ambos coincidieron de ida y vuelta a Panamá en octubre de 2016 y cuyos tiquetes fueron comprados con la misma tarjeta. Gamboa alegó entonces que su viaje había sido para «comprar ropa» para su bebé y que él pagó sus propios gastos.
Además, el magistrado acompañó a Bolaños a consultar sobre un caso a las oficinas del Poder Judicial, algo inusual para un magistrado. Asimismo, el letrado (un asistente profesional) del magistrado Gamboa, Justo Pastor López, habría llamado para dar seguimiento a un caso contra el exsubgerente del BCR, Guillermo Quesada, en que estaba relacionado Juan Carlos Bolaños, por lo que el letrado fue suspendido en octubre de 2017.
Desde septiembre de 2017, la Corte inició un procedimiento disciplinario al magistrado. Además, a Gamboa también lo investiga la Fiscalía General. Las oficinas del funcionario y su letrado Juan Pastor López fueron allanadas el 19 de octubre.
El 10 de abril de 2018 se destituye a Celso Gamboa como magistrado de la Sala III por votación de la Asamblea Legislativa.